# Angelika Zanolari
Angelika E. Zanolari (* 16. Oktober 1951) ist eine Schweizer Politikerin (SVP).

## Leben
Zanolari wurde bekannt als Präsidentin der Schweizerischen Volkspartei (SVP) des Kantons Basel-Stadt. Unter ihrer Führung etablierte sich die SVP im Stadtkanton. 1998 wurde sie in den Zentralvorstand und den Kantonalvorstand der SVP gewählt und hatte von 1999 bis 2005 das kantonale Präsidentenamt inne. Von 2000 bis 2005 war sie im Büro des Verfassungsrats. Vom 7. Februar 2001 bis zum 31. Januar 2009 war sie im Grossen Rat. Von 2001 bis 2005 war sie im Büro des Grossen Rates und im Verwaltungsrat der Basler Verkehrs-Betriebe. Nach wiederholten parteiinternen Streitigkeiten legte sie ihr Amt als Präsidentin nieder.
Sie ist heimatberechtigt in Brusio und war bis zur Pensionierung als Administrative Leiterin im Universitätsspital Basel angestellt.